# 42e cérémonie des Daytime Emmy Awards
La 42e cérémonie annuelle des Daytime Emmy Awards, organisée par l'Academy of Television Arts and Sciences récompense le meilleur des programmes de journée a eu lieu le 26 avril 2015 aux Warner Bros. Studios à Burbank en Californie.

## Cérémonie
Les nominations pour la 42e cérémonie annuelle des Daytime Emmy Awards ont été annoncées en direct le 4 février 2015.

## Palmarès
Note : Les lauréats sont indiqués ci-dessous en premier de chaque catégorie et en gras.

### Programmes

#### Meilleure série télévisée dramatique
- Des jours et des vies
- Les Feux de l'amour
  - Amour, Gloire et Beauté
  - Hôpital central

#### Meilleur jeu télévisé
- Jeopardy!
  - Une famille en or
  - The Price Is Right

#### Meilleur programme culinaire
- Barefoot Contessa
  - Guy's Big Bite
  - Martha Bakes
  - The Mind of a Chef
  - My Grandmother's Ravioli

#### Meilleur programme matinal
- CBS News Sunday Morning
  - Good Morning America
  - The Today Show

#### Meilleur débat télévisé d'information
- Steve Harvey
  - The Chew
  - The Dr. Oz Show
  - The Kitchen

#### Meilleur débat télévisé de divertissement
- The Ellen DeGeneres Show
  - Live! with Kelly and Michael
  - The Talk
  - The Wendy Williams Show

#### Meilleur émission d'informations et de divertissement
- Entertainment Tonight
  - Access Hollywood
  - E! News
  - Extra
  - The Insider

### Performances

#### Meilleur acteur dans une série télévisée dramatique
- Anthony Geary pour le rôle de Luke Spencer dans Hôpital central
  - Christian LeBlanc pour le rôle de Michael Baldwin dans Les Feux de l'amour
  - Billy Miller pour le rôle de Billy Abbott dans Les Feux de l'amour
  - Jason Thompson pour le rôle de Dr Patrick Drake dans Hôpital central

#### Meilleure actrice dans une série télévisée dramatique
- Maura West pour le rôle d'Ava Jerome dans Hôpital central
  - Peggy McCay pour le rôle de Caroline Brady dans Des jours et des vies
  - Alison Sweeney pour le rôle de Sami Brady DiMera dans Des jours et des vies
  - Gina Tognoni pour le rôle de Phyllis Newman dans Les Feux de l'amour
  - Laura Wright pour le rôle de Carly Corinthos dans Hôpital central

#### Meilleur acteur dans un second rôle dans une série télévisée dramatique
- Chad Duell pour le rôle de Michael Corinthos dans Hôpital central
  - Scott Clifton pour le rôle de Liam Spencer dans Amour, Gloire et Beauté
  - Kristoff St. John pour le rôle de Neil Winters dans Les Feux de l'amour
  - Jacob Young pour le rôle de Rick Forrester dans Amour, Gloire et Beauté

#### Meilleure actrice dans un second rôle dans une série dramatique
- Amelia Heinle pour le rôle de Victoria Newman dans Les Feux de l'amour
  - Linsey Godfrey pour le rôle de Caroline Spencer Forrester dans Amour, Gloire et Beauté
  - Elizabeth Hendrickson pour le rôle de Chloe Fisher dans Les Feux de l'amour
  - Finola Hughes pour le rôle d'Anna Devane dans Hôpital central
  - Lisa LoCicero pour le rôle d'Olivia Falconeri dans Hôpital central

#### Meilleur jeune acteur dans une série télévisée dramatique
- Freddie Smith pour le rôle de Sonny Kiriakis dans Des jours et des vies
  - Bryan Craig pour le rôle de Morgan Corinthos dans Hôpital central
  - Max Ehrich pour le rôle de Lauren Fenmore Baldwin dans Les Feux de l'amour
  - Tequan Richmond pour le rôle de TJ Ashford dans Hôpital central

#### Meilleure jeune actrice dans une série télévisée dramatique
- Hunter King pour le rôle de Summer Newman dans Les Feux de l'amour
  - Kristen Alderson pour le rôle de Starr Manning dans Hôpital central
  - Camila Banus pour le rôle de Gabi Hernandez dans Des jours et des vies
  - Haley Pullos pour le rôle de Molly Lansing-Davis dans Hôpital central

#### Meilleur présentateur de jeu télévisé
- Craig Ferguson pour Celebrity Name Game
  - Steve Harvey pour Une famille en or
  - Todd Newton pour Family Game Night (en)
  - Pat Sajak pour La Roue de la fortune

#### Meilleur présentateur de débat télévisé
- Kelly Ripa et Michael Strahan pour Live! with Kelly and Michael
  - Julie Chen, Sara Gilbert, Sharon Osbourne, Aisha Tyler et Sheryl Underwood pour The Talk
  - Wendy Williams pour The Wendy Williams Show

#### Meilleur présentateur d'émission de débat informative
- Mario Batali, Carla Hall, Clinton Kelly, Daphne Oz et Michael Simon pour The Crew
  - Mehmet Oz pour The Dr. Oz Show
  - Steve Harvey pour Steve Harvey

### Réalisation
- Meilleure réalisation pour une série télévisée dramatique
- Amour, Gloire et Beauté
  - Des jours et des vies
  - Les Feux de l'amour
  - Hôpital central

### Scénario
- Meilleur scénario pour une série télévisée dramatique
- Amour, Gloire et Beauté
  - Des jours et des vies
  - Les Feux de l'amour
  - Hôpital central